# Tercera Federación - Grupo XII 2023-24
La temporada 2023-24 del Grupo XII de la Tercera Federación de fútbol comenzó el 9 de septiembre de 2023 y finalizó el 12 de mayo de 2024. Posteriormente se disputó la promoción de ascenso entre el 19 de mayo y el 9 de junio en su fase territorial, y para finalizar en su fase nacional entre el 16 y 23 de junio. Se trata de la tercera edición tras la restructuración de las categorías no profesionales por parte de la RFEF a causa de la pandemia global causada por el Coronavirus; y es la quinta categoría a nivel nacional.

## Sistema de competición
Participan dieciocho clubes encuadrados en un único grupo. Se enfrentan todos contra todos en dos ocasiones -una en campo propio y otra en campo contrario- durante un total de 34 jornadas. El orden de los encuentros se decide por sorteo antes de empezar la competición. La Federación de Fútbol de Canarias es la responsable de designar las fechas de los partidos y los árbitros de cada encuentro, reservando al equipo local la potestad de fijar el horario exacto de cada encuentro.
Una vez finalizada la competición, el primer clasificado asciende directamente a Segunda Federación y se proclama campeón de Tercera Federación.
Los clasificados entre el segundo y el quinto lugar disputan un Play Off territorial en formato de eliminatorias a doble partido ida y vuelta. En caso de empate el vencedor de la eliminatoria es el equipo mejor clasificado. El equipo vencedor de este Play Off se clasifica a la Promoción de ascenso a Segunda Federación que tiene carácter de final interterritorial.
Los tres últimos clasificados descienden directamente a las ligas interinsulares preferentes de Las Palmas y Tenerife. Puede haber más descensos por arrastre provocados por descensos de superior categoría.

## Ascensos y descensos
| Pos. | Ascendidos a 2.ª Federación |
| ---- | --------------------------- |
| 1º   | C. D. Mensajero             |
| 3º   | U. D. San Fernando          |

| Pos. | Descendidos de 2.ª Federación |
| ---- | ----------------------------- |
|      | Ninguno                       |

| Pos.                 | Ascendidos de Interinsular Preferentes |
| -------------------- | -------------------------------------- |
| 2º LP G1             | San Bartolomé C. F.                    |
| Playoff LP           | U. D. Teror Balompié                   |
| 1º TN G2             | C. D. Buzanada                         |
| Playoff TN           | Atlético Victoria                      |
| Playoff Interinsular | C. D. Herbania                         |

| Pos. | Descendidos a Interinsular Preferentes |
| ---- | -------------------------------------- |
| 16.º | Estrella C. F.                         |

## Equipos

### Listado de equipos
| Equipo                           | Localidad                     | Estadio                                      | Capacidad |
| -------------------------------- | ----------------------------- | -------------------------------------------- | --------- |
| Arucas C. F.                     | Arucas                        | Tonono                                       | 1.000     |
| Atlético Victoria                | La Victoria de Acentejo       | Estadio municipal de La Victoria de Acentejo | 2.500     |
| C. D. Buzanada                   | Buzanada (Arona)              | Campo municipal Clementina de Bello          | 1.000     |
| U. D. Gran Tarajal               | Gran Tarajal (Tuineje)        | Municipal Gran Tarajal                       | 2.000     |
| C. D. Herbania                   | Puerto del Rosario            | Municipal Risco Prieto                       | 2.500     |
| U. D. Ibarra                     | Las Galletas (Arona)          | Municipal Villa Isabel                       | 3.000     |
| C. D. La Cuadra                  | Puerto del Rosario            | Municipal de Los Pozos                       | 2.000     |
| U. D. Lanzarote                  | Arrecife                      | Ciudad deportiva de Lanzarote                | 7.000     |
| Las Palmas Atlético              | Las Palmas de Gran Canaria    | Anexo Gran Canaria                           | 500       |
| C. D. Marino                     | Playa de las Américas (Arona) | Antonio Domínguez Alfonso                    | 7.500     |
| C. F. Panadería Pulido San Mateo | Vega de San Mateo             | Municipal Vega de San Mateo                  | 2.000     |
| San Bartolomé C. F.              | San Bartolomé                 | Municipal Las Palmeras                       | 2.000     |
| C. D. CRI Santa Úrsula           | Santa Úrsula                  | Argelio Tabares                              | 2.000     |
| U. D. Tamaraceite                | Las Palmas de Gran Canaria    | Juan Guedes                                  | 1.100     |
| C. D. Tenerife "B"               | San Cristóbal de La Laguna    | Ciudad deportiva Javier Pérez                | 2.400     |
| U. D. Teror Balompié             | Teror                         | Estadio El Pino                              | 1.000     |
| C. D. Unión Sur Yaiza            | Yaiza                         | Municipal de Yaiza                           | 2.000     |
| U. D. Villa de Santa Brígida     | Santa Brígida                 | Municipal de Los Olivos                      | 600       |

| Arucas At. Victoria Buzanada Gran Tarajal Herbania Ibarra La Cuadra Lanzarote Las Palmas At. Marino P.Pulido S.Mateo San Bartolomé Santa Úrsula Tamaraceite Tenerife "B" Teror U.Sur Yaiza Santa Brígida |

### Equipos por Isla
| N.º | Isla          | Equipos | Provincia              |
| --- | ------------- | --- | ---------------------- |
| 3   | Fuerteventura | Gran Tarajal, Herbania y La Cuadra                                                                         | Las Palmas             |
| 3   | Lanzarote     | Lanzarote, San Bartolomé y Unión Sur Yaiza                                                                 | Las Palmas             |
| 6   | Gran Canaria  | Arucas, Las Palmas Atlético, Panadería Pulido San Mateo, Villa Santa Brígida, Tamaraceite y Teror Balompié | Las Palmas             |
| 6   | Tenerife      | At. Victoria, Buzanada, Ibarra, Marino, Santa Úrsula y Tenerife "B"                                        | Santa Cruz de Tenerife |

## Clasificación
| Pos. | Equipo                           | Pts. | PJ | G  | E  | P  | GF | GC | Dif. |                                                                |
| ---- | -------------------------------- | ---- | -- | -- | -- | -- | -- | -- | ---- | -------------------------------------------------------------- |
| 1    | C. D. Tenerife "B" (A, C)        | 80   | 34 | 24 | 8  | 2  | 68 | 22 | +46  | Ascenso a Segunda Federación                                   |
| 2    | U. D. Lanzarote                  | 75   | 34 | 22 | 9  | 3  | 63 | 27 | +36  | Play-Offs Ascenso a Segunda Federación y Copa del Rey          |
| 3    | C. D. Unión Sur Yaiza (A)        | 74   | 34 | 21 | 11 | 2  | 62 | 19 | +43  | Play-Offs Ascenso a Segunda Federación con ascenso y Copa RFEF |
| 4    | Las Palmas Atlético              | 74   | 34 | 22 | 8  | 4  | 74 | 24 | +50  | Play-Offs Ascenso a Segunda Federación                         |
| 5    | C. F. Panadería Pulido San Mateo | 55   | 34 | 15 | 10 | 9  | 51 | 39 | +12  | Play-Offs Ascenso a Segunda Federación                         |
| 6    | Arucas C. F.                     | 47   | 34 | 11 | 14 | 9  | 51 | 41 | +10  |                                                                |
| 7    | C. D. CRI Santa Úrsula           | 43   | 34 | 10 | 13 | 11 | 35 | 38 | −3   |                                                                |
| 8    | San Bartolomé C. F.              | 42   | 34 | 10 | 12 | 12 | 43 | 42 | +1   |                                                                |
| 9    | U. D. Villa de Santa Brígida     | 41   | 34 | 9  | 14 | 11 | 41 | 36 | +5   |                                                                |
| 10   | U. D. Tamaraceite                | 41   | 34 | 11 | 8  | 15 | 42 | 56 | −14  |                                                                |
| 11   | C. D. Marino                     | 39   | 34 | 10 | 9  | 15 | 42 | 53 | −11  |                                                                |
| 12   | C. D. Buzanada                   | 39   | 34 | 9  | 12 | 13 | 29 | 42 | −13  |                                                                |
| 13   | C. D. Herbania                   | 38   | 34 | 9  | 11 | 14 | 30 | 45 | −15  |                                                                |
| 14   | U. D. Ibarra                     | 36   | 34 | 9  | 9  | 16 | 35 | 45 | −10  |                                                                |
| 15   | Atlético Victoria (D)            | 32   | 34 | 8  | 8  | 18 | 33 | 53 | −20  | Descenso a Interinsular Preferente por arrastre                |
| 16   | U. D. Teror Balompié (D)         | 26   | 34 | 6  | 8  | 20 | 29 | 67 | −38  | Descenso a Interinsular Preferente                             |
| 17   | U. D. Gran Tarajal (D)           | 24   | 34 | 4  | 12 | 18 | 21 | 54 | −33  | Descenso a Interinsular Preferente                             |
| 18   | C. D. La Cuadra (D)              | 22   | 34 | 6  | 4  | 24 | 26 | 72 | −46  | Descenso a Interinsular Preferente                             |

Actualizado a los partidos jugados el 24 de mayo de 2024.
 Fuente: Resultados Fútbol

## Resultados
| Local \ Visitante                | ARU | ATV | BUZ | GRA | HER | IBA | LAC | LAN | LAS | MAR | PAN | SAN | STU | TAM | TEN | TER | USY | VSB |
| -------------------------------- | --- | --- | --- | --- | --- | --- | --- | --- | --- | --- | --- | --- | --- | --- | --- | --- | --- | --- |
| Arucas C. F.                     | —   | 0–0 | 2–0 | 2–1 | 2–2 | 2–2 | 4–0 | 1–3 | 1–1 | 2–0 | 1–0 | 0–0 | 5–1 | 1–1 | 1–1 | 0–0 | 0–1 | 2–2 |
| Atlético Victoria                | 0–3 | —   | 0–0 | 4–2 | 1–0 | 1–2 | 4–2 | 1–2 | 0–1 | 3–1 | 0–0 | 2–1 | 1–1 | 0–2 | 1–4 | 1–3 | 0–0 | 3–0 |
| C. D. Buzanada                   | 2–2 | 1–0 | —   | 0–0 | 1–1 | 2–0 | 0–1 | 0–1 | 3–1 | 1–1 | 0–0 | 0–0 | 1–0 | 2–0 | 0–1 | 1–0 | 2–2 | 1–2 |
| U. D. Gran Tarajal               | 0–1 | 2–2 | 0–1 | —   | 0–0 | 0–0 | 1–0 | 2–2 | 0–6 | 3–0 | 1–1 | 2–1 | 0–0 | 0–0 | 0–1 | 2–2 | 0–3 | 0–1 |
| C. D. Herbania                   | 0–0 | 2–0 | 2–3 | 0–0 | —   | 1–0 | 2–0 | 2–1 | 0–2 | 1–1 | 1–2 | 2–3 | 0–2 | 2–1 | 1–2 | 3–1 | 1–1 | 2–1 |
| U. D. Ibarra                     | 1–1 | 1–0 | 3–0 | 4–0 | 5–1 | —   | 0–1 | 1–1 | 1–2 | 1–0 | 1–1 | 2–2 | 1–0 | 1–2 | 1–2 | 0–1 | 0–4 | 0–3 |
| C. D. La Cuadra                  | 0–5 | 1–2 | 1–0 | 2–0 | 0–1 | 1–0 | —   | 2–3 | 1–2 | 1–4 | 1–2 | 0–0 | 2–1 | 1–3 | 0–2 | 0–0 | 0–1 | 1–1 |
| U. D. Lanzarote                  | 2–1 | 3–1 | 4–1 | 2–1 | 1–0 | 3–0 | 2–1 | —   | 1–0 | 4–0 | 2–0 | 2–0 | 1–1 | 1–0 | 1–2 | 2–1 | 0–0 | 0–0 |
| Las Palmas Atlético              | 2–0 | 3–0 | 4–0 | 4–0 | 2–0 | 3–0 | 6–1 | 1–1 | —   | 3–0 | 1–1 | 5–2 | 2–0 | 2–1 | 2–0 | 6–2 | 1–3 | 2–1 |
| C. D. Marino                     | 3–0 | 2–0 | 1–1 | 4–0 | 3–0 | 1–1 | 2–2 | 2–7 | 0–0 | —   | 2–1 | 0–1 | 3–1 | 0–1 | 1–3 | 2–1 | 1–1 | 1–0 |
| C. F. Panadería Pulido San Mateo | 2–2 | 3–1 | 0–1 | 1–0 | 1–1 | 1–2 | 1–0 | 2–1 | 0–4 | 2–1 | —   | 3–1 | 2–0 | 1–1 | 1–3 | 7–0 | 1–1 | 0–0 |
| San Bartolomé C. F.              | 5–0 | 1–1 | 4–3 | 2–0 | 0–0 | 1–1 | 1–0 | 1–2 | 1–1 | 3–0 | 0–2 | —   | 0–1 | 1–1 | 0–1 | 5–1 | 1–0 | 1–1 |
| C. D. CRI Santa Úrsula           | 1–1 | 2–1 | 1–1 | 2–0 | 2–0 | 1–0 | 5–1 | 1–1 | 0–0 | 1–1 | 0–1 | 1–1 | —   | 3–1 | 1–1 | 2–0 | 0–0 | 1–1 |
| U. D. Tamaraceite                | 3–2 | 2–0 | 1–0 | 0–1 | 2–1 | 1–3 | 2–0 | 0–3 | 2–2 | 1–0 | 2–4 | 1–2 | 1–3 | —   | 1–4 | 1–1 | 0–0 | 1–2 |
| C. D. Tenerife "B"               | 2–1 | 2–0 | 4–0 | 1–1 | 0–0 | 0–0 | 6–1 | 0–0 | 0–1 | 3–1 | 4–2 | 2–1 | 2–0 | 3–0 | —   | 4–0 | 2–1 | 1–1 |
| U. D. Teror Balompié             | 0–3 | 2–3 | 0–0 | 2–0 | 0–1 | 1–0 | 4–2 | 1–2 | 0–1 | 1–1 | 0–2 | 0–0 | 2–0 | 2–4 | 0–3 | —   | 0–3 | 0–2 |
| C. D. Unión Sur Yaiza            | 3–1 | 2–0 | 1–1 | 2–1 | 5–0 | 2–1 | 2–0 | 0–0 | 2–1 | 2–1 | 1–0 | 2–1 | 4–0 | 5–0 | 1–1 | 3–0 | —   | 3–2 |
| U. D. Villa de Santa Brígida     | 0–2 | 0–0 | 2–0 | 1–1 | 0–0 | 3–0 | 3–0 | 1–2 | 0–0 | 1–2 | 3–4 | 3–0 | 0–0 | 3–3 | 0–1 | 1–1 | 0–1 | —   |

## Play Off de Ascenso a Segunda Federación
|  | Semifinales                                          | Semifinales                                          | Semifinales                                          | Semifinales                                          | Semifinales                                          |   |                        | Final                                                | Final                                                | Final                                                | Final                                                | Final                                                |  |
|  | 19 de mayo de 2024 (ida) 26 de mayo de 2024 (vuelta) | 19 de mayo de 2024 (ida) 26 de mayo de 2024 (vuelta) | 19 de mayo de 2024 (ida) 26 de mayo de 2024 (vuelta) | 19 de mayo de 2024 (ida) 26 de mayo de 2024 (vuelta) | 19 de mayo de 2024 (ida) 26 de mayo de 2024 (vuelta) |   |                        | 2 de junio de 2024 (ida) 8 de junio de 2024 (vuelta) | 2 de junio de 2024 (ida) 8 de junio de 2024 (vuelta) | 2 de junio de 2024 (ida) 8 de junio de 2024 (vuelta) | 2 de junio de 2024 (ida) 8 de junio de 2024 (vuelta) | 2 de junio de 2024 (ida) 8 de junio de 2024 (vuelta) |  |
|  |                                                      |                                                      |                                                      |                                                      |                                                      |   |                        |                                                      |                                                      |                                                      |                                                      |                                                      |  |
|  |                                                      |                                                      |                                                      |                                                      |                                                      |   |                        |                                                      |                                                      |                                                      |                                                      |                                                      |  |
|  | 5.º                                                  | C. F. Panadería Pulido                               | 1                                                    | 1                                                    | 2                                                    |   |                        |                                                      |                                                      |                                                      |                                                      |                                                      |  |
|  | 5.º                                                  | C. F. Panadería Pulido                               | 1                                                    | 1                                                    | 2                                                    |   |                        |                                                      |                                                      |                                                      |                                                      |                                                      |  |
|  | 2.º                                                  | U. D. Lanzarote                                      | 1                                                    | 0                                                    | 1                                                    |   |                        |                                                      |                                                      |                                                      |                                                      |                                                      |  |
|  | 2.º                                                  | U. D. Lanzarote                                      | 1                                                    | 0                                                    | 1                                                    |   | C. F. Panadería Pulido | C. F. Panadería Pulido                               | 1                                                    | 0                                                    | 1                                                    |                                                      |  |
|  |                                                      |                                                      |                                                      |                                                      |                                                      |   | C. F. Panadería Pulido | C. F. Panadería Pulido                               | 1                                                    | 0                                                    | 1                                                    |                                                      |  |
|  |                                                      |                                                      | C. D. Unión Sur Yaiza                                | C. D. Unión Sur Yaiza                                | 1                                                    | 3 | 4                      |                                                      |                                                      |                                                      |                                                      |                                                      |  |
|  | 4.º                                                  | Las Palmas Atlético                                  | C. D. Unión Sur Yaiza                                | C. D. Unión Sur Yaiza                                | 1                                                    | 3 | 4                      | 0                                                    | 1                                                    | 1                                                    |                                                      |                                                      |  |
|  | 4.º                                                  | Las Palmas Atlético                                  |                                                      |                                                      |                                                      |   |                        | 0                                                    | 1                                                    | 1                                                    |                                                      |                                                      |  |
|  | 3.º                                                  | C. D. Unión Sur Yaiza                                | 1                                                    | 1                                                    | 2                                                    |   |                        |                                                      |                                                      |                                                      |                                                      |                                                      |  |
|  | 3.º                                                  | C. D. Unión Sur Yaiza                                | 1                                                    | 1                                                    | 2                                                    |   |                        |                                                      |                                                      |                                                      |                                                      |                                                      |  |
|  |                                                      |                                                      |                                                      |                                                      |                                                      |   |                        |                                                      |                                                      |                                                      |                                                      |                                                      |  |

## Clasificado a la Copa del Rey
| Bandera de Canarias |
| U. D. Lanzarote     |
| 2.º Puesto          |

Nota: Hay posibilidad de que el subcampeón se clasifique a la Copa del Rey si no es un equipo filial.